# Dušan Galis
Dušan Galis (Ružomberok, 24 de novembro de 1949) é um ex-futebolista profissional e treinador eslovaco que atuava como atacante.

## Carreira
Dušan Galis fez parte do elenco da Seleção Checoslovaca de Futebol, na Euro de 1976.
Treinou a Seleção Eslovaca entre 2003-2006.

## Títulos
- Eurocopa: 1976